# Abadía de Saint-Savin-sur-Gartempe
La abadía de Saint-Savin-sur-Gartempe, románica, comenzada en el siglo XI, se encuentra situada en la comuna francesa de Saint-Savin del departamento  de Vienne, en la antigua provincia del Poitou. Fue declarada Patrimonio de la Humanidad por la Unesco en el año 1983, pues alberga un bello conjunto de frescos románicos muy completo, bien conservado y único en Europa.

## Historia
La carta fundacional de la abadía desapareció durante las guerras de religión en 1598, por lo que no se conoce con exactitud la fecha de la fundación.
Según la tradición fue en el siglo V cuando dos hermanos, Sabino (Savin) y Cipriano (Ciprien), que huían de Macedonia donde eran perseguidos por cristianos, se reunieron finalmente en las orillas del río Gartempe. Fueron martirizados y decapitados allí. Sabino fue inhumado por los sacerdotes no lejos de la villa actual.
Trescientos años más tarde, al encontrarse las reliquias de los dos mártires en el lugar donde fueron masacrados, Badillus, clérigo del tribunal de Carlomagno, decidió fundar allí una abadía para conservarlas. San Benito de Aniano aplicó la regla de san Benito e hizo que se instalaran en el lugar una veintena de monjes. Nombró como abad a Eudes I, quien hizo construir la primera iglesia carolingia en el siglo IX.
En 1010 Aumode, condesa de Poitou y de Aquitania, hizo una donación considerable a la abadía, lo que le permitió construir la actual iglesia abacial. La construcción y la decoración duraron de 1040 a 1090 bajo la dirección de los abades Odon y Gervais.
En el siglo XIII, el conde Alfonso de Poitiers, hermano de San Luis, financió la construcción de los edificios conventuales.

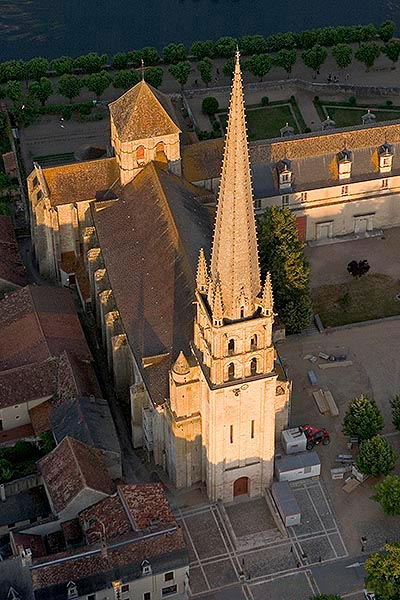
La iglesia de Saint-Savin-sur-Gartempe en vista aérea oblicua oeste.

El Guerra de los Cien Años dobló las campanas de la prosperidad del monasterio, que cambió de manos numerosas veces (ingleses, franceses, el Príncipe Negro).
Durante las guerras de religión, católicos y protestantes se disputaron su posesión. Fue devastada por los hugonotes en 1562 y 1568 que incendiaron los establos, los órganos y la carpintería. Luego se nombró a abades laicos, más preocupados por embolsarse las rentas de la Abadía que de mantener los edificios. Hacia 1600, uno de estos abades hizo desmontar los edificios, para vender las piedras. Así desaparecieron en gran parte, los edificios conventuales, el claustro, construidos a los siglos XII y XIII.
A partir de 1611, uno de estos abades, Henri de Neuchèze, expulsó a los monjes, y se instaló en la abadía de la que hizo su hogar. Fue expulsado por orden del rey Luis XIII en 1640.
La instalación de religiosos de la congregación de San Mauro venidos de la Abadía de Nouaillé puso fin a este largo período de destrucción.
Entre 1640 y 1692, comenzaron la restauración de la abadía y la construcción de nuevos edificios conventuales con su afiliación a las congregaciones de San Mauro. Estos monjes contribuyeron a salvar las paredes de la iglesia, pero también la «modernizaron» sustituyendo los altares y construyendo edificios monásticos contemporáneos. Durante un siglo la abadía recuperó su primera función, luego estalló la Revolución francesa y los edificios conventuales pasaron a ser, alojamientos de profesor, gendarmería, y el claustro fue el teatro de fiestas revolucionarias.
En 1792, la iglesia abacial se convirtió en iglesia parroquial y los cuatro últimos monjes abandonaron la abadía.
En 1833, a raíz de una visita del prefecto del departamento, el Sr. Alexis de Jussieu en el momento en que el alcalde hacía tapar una grieta de la nave y blanquear la pintura mural, éste dio la señal de alarma ante el primer inspector general de los monumentos históricos: Sr. Ludovic Vitet. Se tomó entonces conciencia del valor de Saint-Savin y se emprendió su protección. Próspero Mérimée, Inspector general de los Monumentos históricos, hizo frente a las restauraciones más urgentes a partir de 1836. En 1840, la iglesia fue considerado monumento protegido y se emprendieron numerosas restauraciones para eliminar el agua del edificio y de esta manera, parar la degradación de las pinturas. Por ello gracias a Mérimée, en 1849, se dio por temporalmente salvada.
Más recientemente en los años sesenta, se efectuaron algunas restauraciones, sobre la bóveda de la nave y sus pinturas.

## La abadía

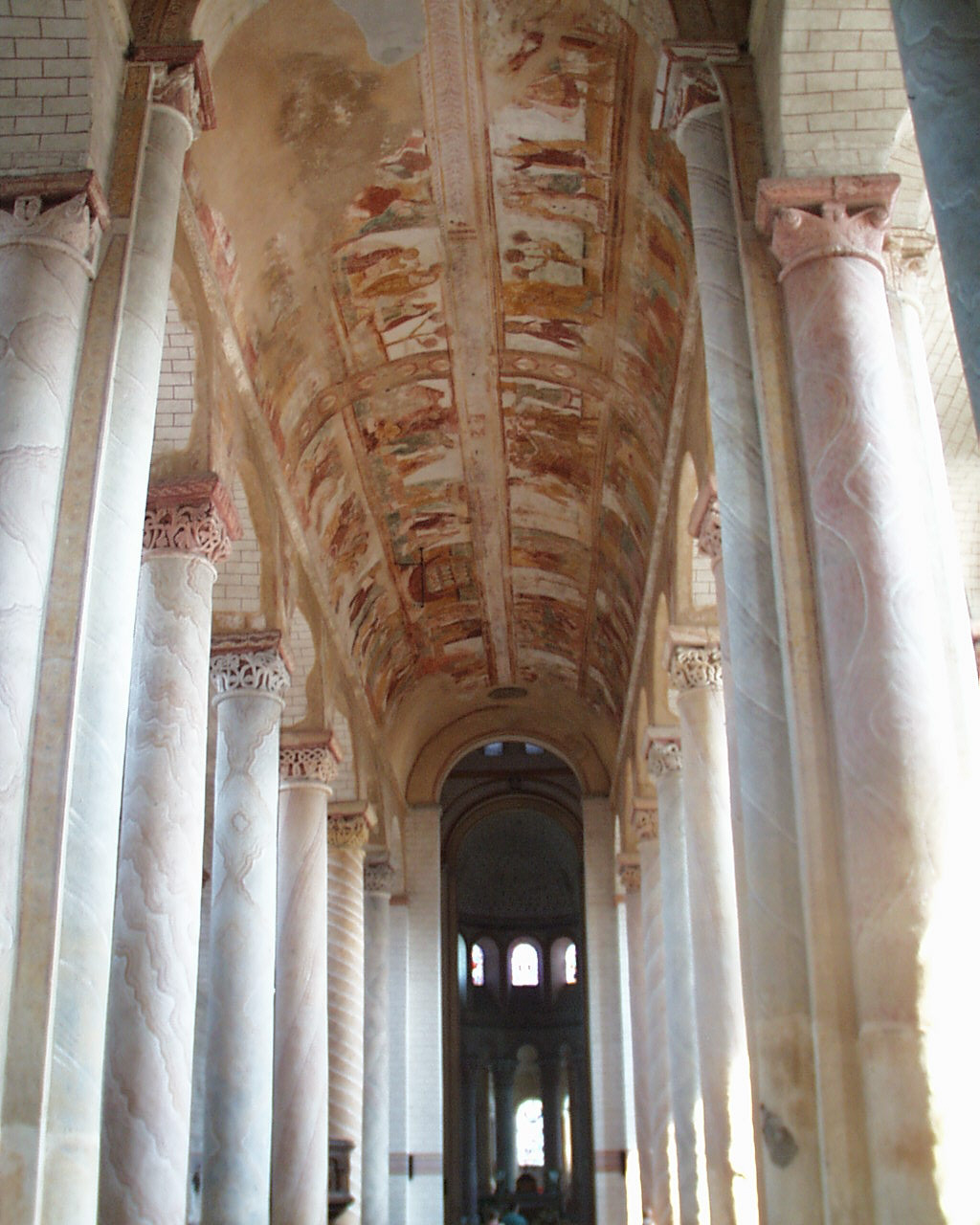
La nave de la iglesia de Saint-Savin.

La Abadía de Saint-Savin-sur-Gartempe forma parte de la madurez de la arquitectura románica. En líneas generales, la construcción data del siglo XI. La cripta es anterior a la torre.
La iglesia cruciforme sostiene una torre cuadrada sobre su crucero. El transepto fue construido primero, luego el coro con su girola con cinco capillas radiales en el ábside poligonal. En la siguiente campaña edificatoria, se añadieron tres huecos de la nave, el campanario y su pórtico, y finalmente los últimos seis tramos de nave. El campanario está rematado con una fina aguja de piedra de más de 80 metros de alto, añadida en el siglo XIV (y restaurada en el siglo XIX).
La nave, cubierta con bóveda de cañón, se apoya sobre columnas de escala magnífica con capiteles de hojas. Los capiteles de la nave son todos diferentes, y están también pintados, y adornados con cabezas de león u hojas de acanto.
Contiene muy bellas pinturas murales de los siglos XI y XII que aún permanecen en un destacado estado de conservación. Son las que hacen célebre este lugar. Se han pintado directamente sobre las paredes por un método intermedio entre el fresco y el temple. Los colores empleados son poco numerosos, ocres amarillo, ocre rojos y el verde, mezclados con blanco y negro.

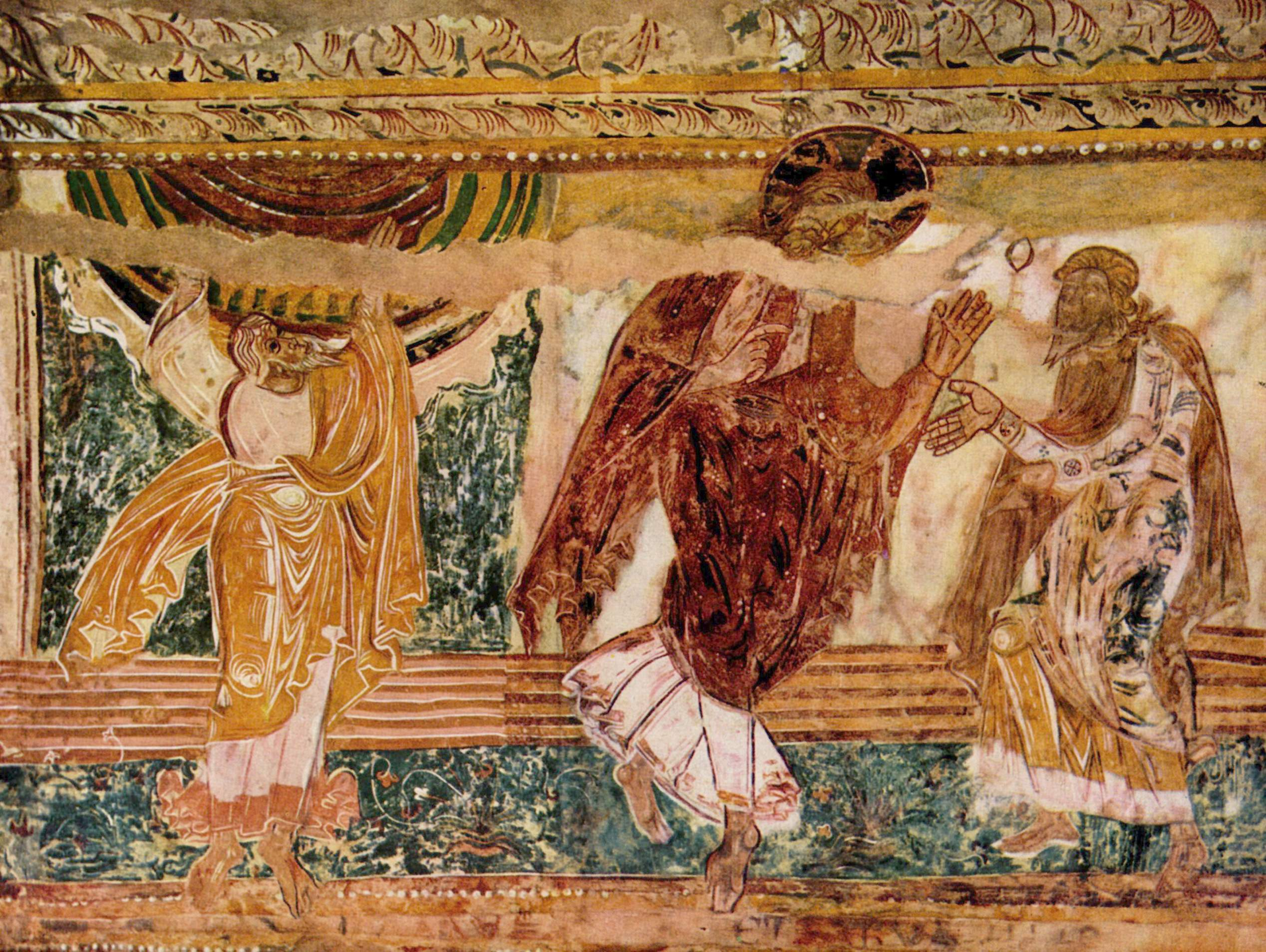
Mural románico del «(Dios habla a Noé)».

Los frescos del pórtico quedaron en gran medida dañados por las inclemencias del tiempo. A pesar de ello, se puede admirar parcialmente un Cristo en la Gloria y dos episodios del Apocalipsis: Combate del arcángel y la bestia y La plaga de langostas.
En la tribuna que hay sobre el pórtico también se han deteriorado bastante las pinturas, por someterse a las inclemencias con ventanas desprovistas de vidrieras hasta el siglo XIX. Una pintura representa un Descendimiento de la Cruz, las otras retratos de santos, apóstoles y obispos.
La bóveda de la nave central tiene una superficie de 412 m². Está enteramente pintada con personajes que miden cerca de dos metros. Representan escenas del Génesis y del Éxodo. Se lee como un gran libro. Está dividido a lo largo por un gran friso, desplegándose dos registros uno a cada lado del friso. Se pueden ven escenas que mencionan la Creación de los astros, luego la de los hombres, después el pecado original. Las otras escenas evocan la historia de Caín y Abel. Puede reconocerse a Enoc, con los brazos hacia el cielo invocando a Dios, Dios anunciando el diluvio a Noé e invitándole a construir el Arca.

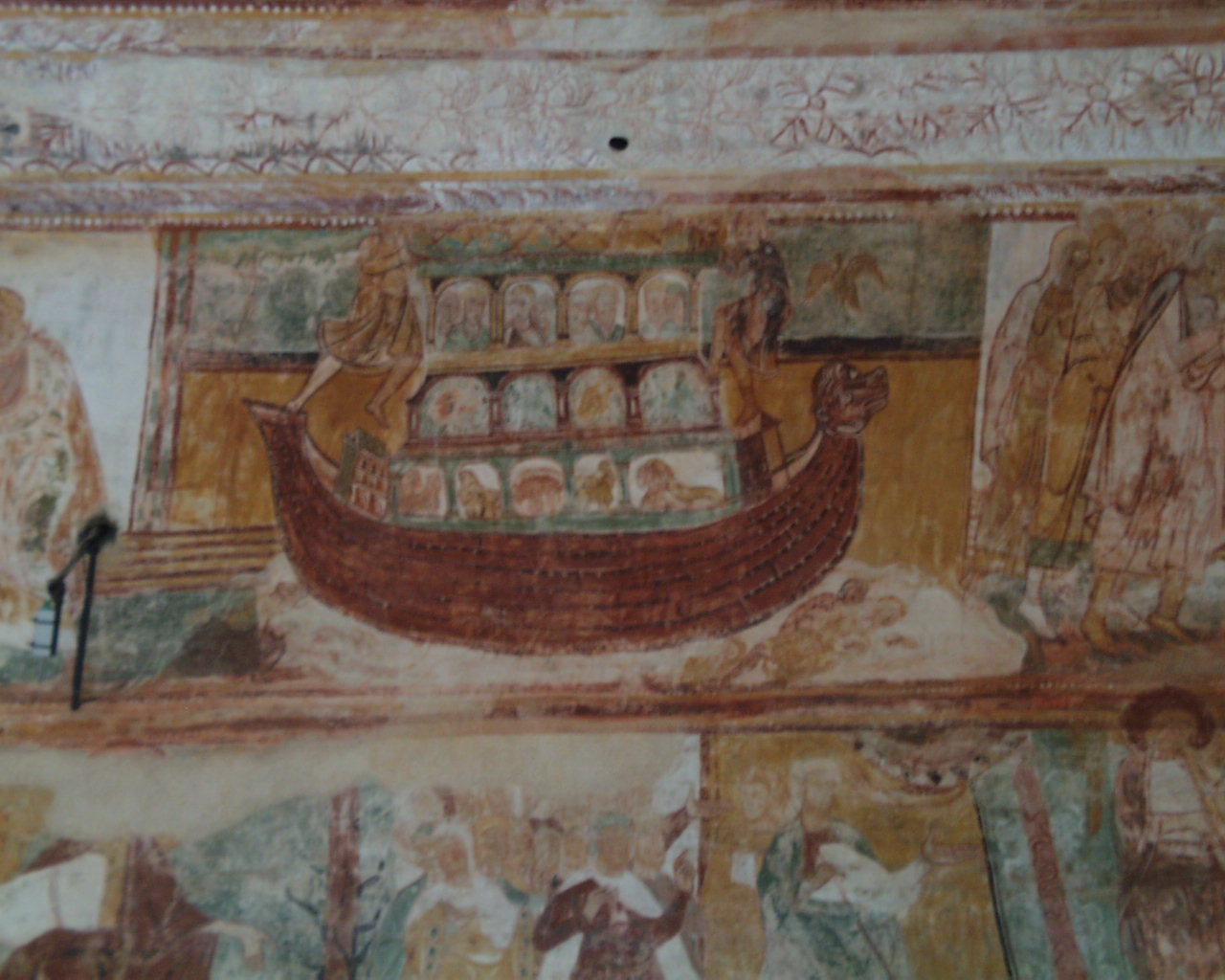
Detalle de la bóveda de Saint-Savin: el Arca de Noé.

El arca de Noé (en la foto) es una de las escenas más famosas de este conjunto. Parece un drakkar, sin remos ni velas. A la salida del Arca Dios bendijo a la familia de Noé, en las otras pinturas se representa la vid, el vino y la embriaguez de Noé.
Otra escena narra la construcción de la torre de Babel, luego la vocación de Abraham y la separación de Abraham y Lot (foto).
José está igualmente representado pero no se trata del padre de Cristo sino del hijo menor de Abraham, vendido por sus hermanos.
Otras escenas evocan la historia de Moisés y del pueblo hebreo: Travesía del mar Rojo, El pueblo hebrero bendecido por Dios después de la travesía, Moisés recibe de Dios las Tablas de la Ley.
Bajo la iglesia está la cripta de san Savin y san Cipriano, también pintadas al fresco con las vidas de estos dos santos y su martirio.

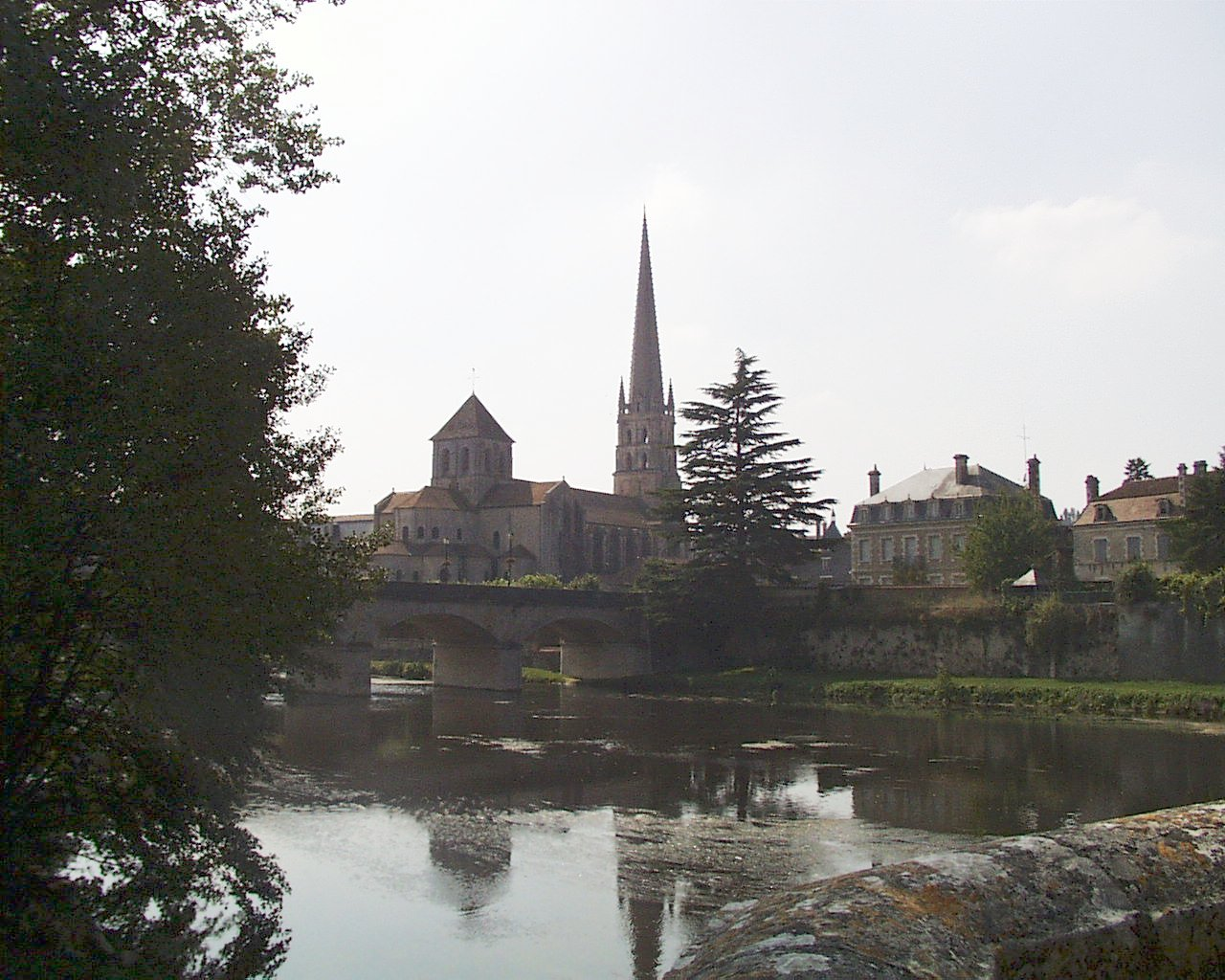
La iglesia de Saint-Savin, el puente, la Gartempe.
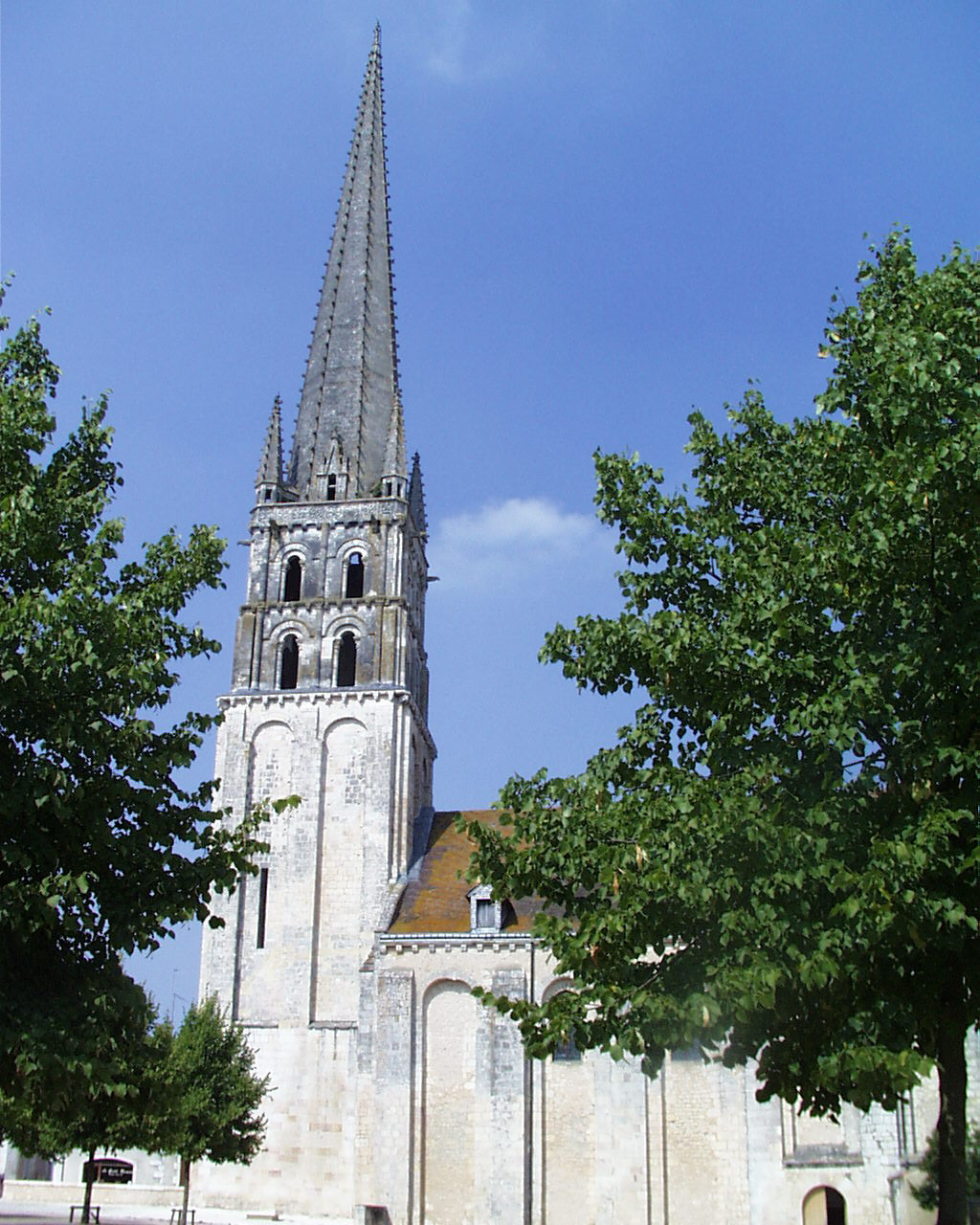
La iglesia, vista desde la plaza de Saint-Savin-sur-Gartempe.
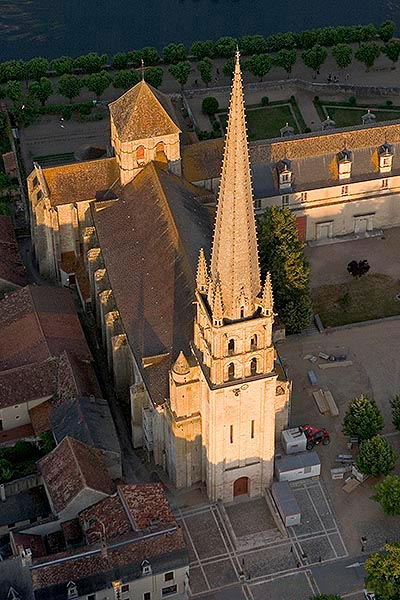
Vista aérea de la iglesia de Saint-Savin-sur-Gartempe, mirando oblicuamente hacia el oeste.
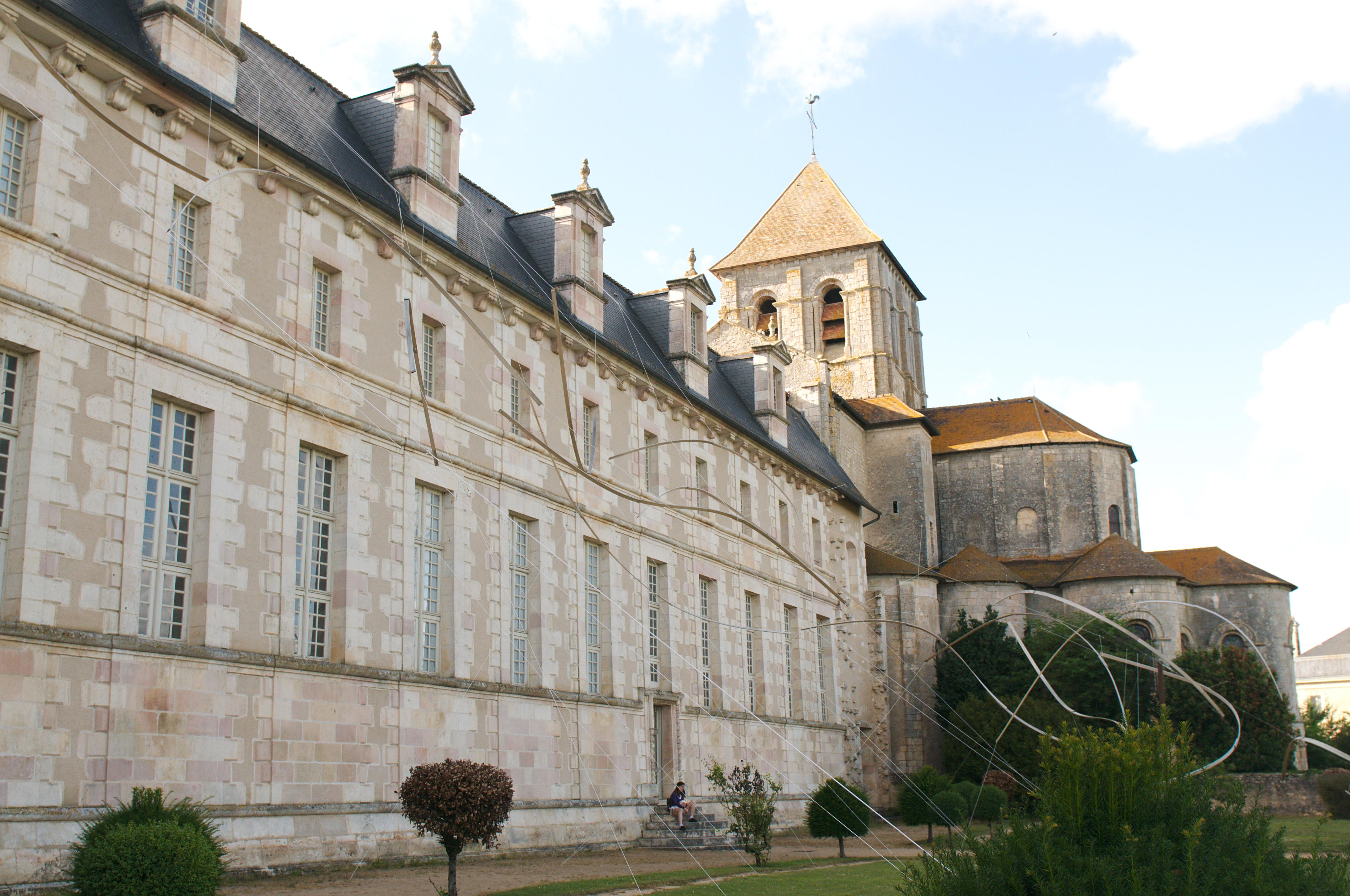
Patio interior de la abadía de Saint-Savin-sur-Gartempe.